# Fata Assicurazioni
Fata Assicurazioni è stata una compagnia di assicurazioni italiana, dal 2007 l'erede del "Fondo Assicurativo Tra Agricoltori" detto "Fata Assicurazioni S.p.A." fondata nel 1927.

## Storia
Fondata a Torino con il nome di Scintilla, nel 1927 diviene F.A.T.A. (Fondo Assicurativo Tra Agricoltori), compagnia operante soprattutto nel settore agricolo del gruppo Federconsorzi. 
Per anni la sua attività assicurativa è leader del mondo agricolo grazie alla presenza all'interno dei Consorzi Agrari.
Negli anni ottanta la compagnia apre anche agenzie generali iniziando anche la distribuzione tradizionale delle polizze.
Nel 1994 entra a far parte del gruppo Ina Assitalia.
Nel 2000, a seguito dell'acquisto di INA da parte di Assicurazioni Generali, Fata entra nel gruppo triestino.
Dal 1º gennaio 2007 FATA Assicurazioni S.p.A. si scinde in due distinte compagnie: Fata Assicurazioni Danni S.p.A. e Fata Vita S.p.A.
Nel 2012, Fata Vita S.p.A. viene fusa per incorporazione in Genertellife.
Il 20 novembre 2013 il gruppo Generali firma un accordo con Cattolica Assicurazioni per cedere il 100% del capitale di Fata Assicurazioni Danni per un controvalore complessivo lordo di 179 milioni di Euro.
L'11 giugno 2014 viene fatto il closing dell'acquisizione da parte di Cattolica Assicurazioni.
A ottobre 2016 Cattolica Assicurazioni ufficializza la fusione per incorporazione di Fata Assicurazioni Danni, con effetto dal 1º gennaio 2017.